# Two Door Cinema Club
Two Door Cinema Club (a veces escrito "2 Door Cinema Club" o "TDCC") es una banda indie rock e indie pop de Irlanda del Norte y cuya formación se remonta a 2007.

## Historia
Alex y Sam se conocieron en los scouts, pero no permanecieron en contacto. Más tarde, se reencontraron en su colegio, donde conocieron a Kevin a través de una chica que ambos conocían. Antes de Two Door Cinema Club se llamaron Life Without Rory. Bajo este nombre participaron en el concurso de talentos ATL Rock School, tocando el tema "You Missed the Point" . En MySpace se sigue conservando la página de dicha formación con sus otras dos canciones "Safe in Silence" y "Conscripted By Choice" . Finalmente, en 2007 se confirman como Two Door Cinema Club, con Alex Trimble como vocalista, guitarrista y sintetizadores, Sam Halliday a la guitarra y los coros y Kevin Baird al bajo. Esta vez deciden no contar con un batería permanente y recurrir a uno interino para los conciertos. 
Firmaron con el sello independiente parisino Kitsuné y en febrero de 2010 salía su álbum debut, Tourist History, mezclado por Eliot James y Philippe Zdar. Han aparecido en la lista de sonidos del año 2010 de la BBC y han tocado en varios festivales ese año (Primavera de Bourges, Rock en Seine, Oxegen 2011...).
A mediados de junio la banda anunció el título de su segundo álbum, Beacon que se publicó el 3 de septiembre de 2012 en Reino unido y el 4 de septiembre en Estados Unidos y Canadá. El álbum debutó en la segunda ubicación del UK Album Chart y alcanzó el primer puesto en Irlanda.
En una entrevista con BBC el 15 de julio, Trimble dijo que la banda había comenzado a trabajar en su tercer álbum de estudio. También mencionó que la banda tiene el objetivo de lanzar el álbum a principios de 2015. Trimble también anunció que la banda había dejado Kitsuné y firmado con la ex subsidiaria de EMI ahora Parlophone Records.  El 8 de agosto de 2013, la banda anunció que un nuevo EP titulado Changing of the Seasons iba a ser lanzado. Junto con la noticia llegó un segundo clip de la canción que da título 30, que se estrenará el 20 de agosto y es el primer sencillo extraído de la EP. El 15 de agosto, BBC Radio 1 se estrenó el sencillo. La banda lanzará su nuevo álbum, "Gameshow". En su gira por el Reino Unido le acompañó el grupo indie pop llamado Swim Deep.

## Miembros
- Alex Trimble, voz principal, guitarra acústica, sintetizadores, beats, guitarra rítmica
- Kevin Baird, bajo, voz.
- Sam Halliday, guitarra eléctrica, sintetizadores, voz.

### Miembros de giras y grabaciones
- Benjamin Thompson, batería.
- Jacob Berry, teclado, guitarra.

## Discografía
- 2010: Tourist History
- 2012: Beacon
- 2016: Gameshow
- 2019: False Alarm
- 2022: Keep on Smiling